# Falcão Trigoso
João Maria de Jesus Falcão Trigoso (Lisboa, 4 de março de 1879 — 23 de dezembro de 1956), também conhecido por Falcão Trigoso, foi um pintor português.

## Biografia

### Primeiros anos e formação
Nasceu na cidade de Lisboa, em 4 de Março de 1879, sendo filho de Leonardo de Mello Falcão Trigoso e Maria Carlota de Lemos Seixas Castelo Branco. Desde a sua infância que se revelou o talento para a pintura; aos sete anos de idade, recebeu do seu avô, o poeta João de Lemos, a sua primeira paleta, da qual se serviria para iniciar todos os seus trabalhos, em homenagem ao seu avô.
Cumpriu os estudos liceais nos Liceus do Largo do Intendente, do Carmo, e Eugénio Santos, tendo-se matriculado, em 1901, no curso de pintura da Escola de Belas Artes de Lisboa. Foi discípulo de Simões de Almeida, Veloso Salgado, e Carlos Reis.

### Carreira profissional e artística
Após concluir o curso de pintura, inicia a sua vida profissional na posição de director da Escola Técnica Vitorino Damásio, em Lagos. Exerceu, posteriormente, como director nas Escolas Fonseca Benevides e de Arte Aplicada António Arroio, em Lisboa.
Dedicou-se a pintar as paisagens do Algarve, região que ele baptizou como Costa de Oiro, retratando principalmente as zonas costeiras e as amendoeiras em flor.
Adepto do naturalismo, foi membro do Grupo Silva Porto, chefiado por Carlos Reis.
Realizou várias exposições individuais, e apresentou as suas obras em diversas exposições da Sociedade Nacional de Belas Artes, onde foi galardoado, em 1948, uma medalha de honra. Recebeu, igualmente, o 1.º Prémio Silva Porto, em 1954, uma medalha de ouro na Exposição do Panamá-Pacífico, em São Francisco, nos Estados Unidos da América, e, em 1900, o Prémio Anunciação
As suas obras encontram-se expostas no Museu Nacional de Arte Contemporânea, em Lisboa, Museu Grão Vasco, em Viseu, Casa-Museu Egas Moniz, em Avanca, Museu Malhoa, nas Caldas da Rainha, Museu Soares dos Reis, no Porto, e em várias colecções particulares.

### Casamento e morte
Em 1908, casou, em Lagos, com Maria da Piedade Mascarenhas Corte-Real.
Faleceu em 23 de dezembro de 1956, com 78 anos de idade.

## Homenagens
O seu nome foi colocado em três ruas, uma nas Avenidas Novas em Lisboa, outra na Freguesia de Santa Maria, em Lagos, e outra em Cascais.